# Мак-Кланг, Кларенс
Кларенс Эрвин Мак-Кланг (англ. Clarence Erwin McClung; 5 апреля 1870, Клайтон, Калифорния, США — 17 января 1946, Суортмор, Пенсильвания, США) — американский зоолог и цитогенетик.
Член Национальной академии наук США (1920).

## Биография
Родился Кларенс Мак-Кланг 5 апреля 1870 года в Клайтоне, штат Калифорния. В 1892 году окончил Канзасский университет. В 1901 году вернулся туда же в качестве научного работника, а в 1906 году он получает должность профессора. Работает он в Канзасском университете вплоть до 1912 года. В 1912 году переходит на работу в Пенсильванский университет и занимает должность профессора. С 1940 года Кларенс Мак-Кланг выходит на пенсию, но ему присваивают звание почётного профессора и он до своей смерти поддерживал отношения с Пенсильванским университетом и работал дома несмотря на свой пенсионный возраст. В последние годы жизни стал членом Епископальной Церкви Мессии.
Скончался Кларенс Мак-Кланг 17 января 1946 года в Суортморе, штат Пенсильвания. Похоронен в Вудс-Холе на сельском кладбище.

## Научные работы
Основные научные работы посвящены изучению хромосомных механизмов определения пола у животных. В своих работах по генетике саранчи впервые связал механизм определения пола с X-хромосомой. Был редактором международных журналов по зоологии, морфологии и цитологии.